# Alessandro Nannini
Alessandro Nannini (n. 7 iulie 1959) a fost un pilot italian de Formula 1 care a evoluat în Campionatul Mondial între anii 1986 și 1990.

## Cariera în Formula 1
| Sezon | Echipă               | Număr puncte | Loc clasament general |
| ----- | -------------------- | ------------ | --------------------- |
| 1986  | Minardi Team SpA     | 0            | -                     |
| 1987  | Minardi Team SpA     | 0            | -                     |
| 1988  | Benetton Formula Ltd | 12           | 10                    |
| 1989  | Benetton Formula Ltd | 32           | 6                     |
| 1990  | Benetton Formula Ltd | 21           | 8                     |